# Jonathan Lacerda
Jonathan Leonardo Lacerda Araujo (Rivera, Uruguay, 7 de febrero de 1987) es un futbolista uruguayo. Juega como defensa central y su equipo actual es Blooming de la Primera División Profesional de Bolivia.

## Trayectoria
Debutó el 2005 con Montevideo Wanderers. Jugó al lado de Fernando Muslera, además logró clasificar a la Copa Libertadores 2008.
Para lograr mayor continuidad en el 2008 pasó a préstamo 6 meses con el Rampla Juniors en donde solamente jugó 3 partidos de liga y 5 de copa.
Regresó a Montevideo para la temporada 2008/09, esta vez le fue mejor que en su primera etapa, logrando consolidarse como titular en la zona defensiva del equipo y jugando prácticamente todos los partidos del torneo.
Para el 2010 fue contratado por el Santos Laguna de México. Debutó en el fútbol mexicano el 24 de enero de 2010, en el empate a cero entre Indios de Ciudad Juárez y Santos. Le anotó su primer gol en México a los Tigres de la UANL el 18 de febrero. En su primer torneo, el equipo logró llegar a la final, pero la perdió en penales ante el Deportivo Toluca. Para el siguiente torneo de nueva cuenta el equipo llegó a la final, esta vez se volvió a perder, ahora frente al cuadro de Monterrey. Para el Clausura 2011 el Santos no logró ni siquiera pasar de la fase de grupos y quedó fuera de la liguilla.
Para el Apertura 2011, Lacerda fue moneda de cambio junto con Francisco Javier Torres, quienes pasaron a formar parte de Atlas y a cambio Cesar Ibañez fue cedido al Santos. Con el cuadro rojinegro debutó el 23 de julio de 2011, en la derrota del Atlas ante el Puebla. Jugó 16 partidos y el Atlas quedó fuera de la liguilla. En el Clausura 2012 pasó a jugar con el equipo de Puebla. Con el cuadro poblano jugó todos los partidos y se quedó por tercer torneo consecutivo fuera de la liguilla
En junio de 2012 se anuncia su Prestamicación al Club Necaxa. Con los rayos, Lacerda participó en 11 partidos y le anotó un gol al Club Deportivo Irapuato el 17 de agosto de 2012. Su equipo terminó como líder de la competencia, pero fueron eliminados en semifinales por Dorados de Sinaloa. Después de jugar 6 meses con el equipo de Necaxa, Lacerda regresó al Puebla para disputar el Torneo Clausura 2013. El 28 de abril de 2013 el Puebla necesitaba solamente un empate para salvarse del descenso, el equipo poblano iba perdiendo 1-0 con gol de Matías Vuoso y al minuto 84 en medio de una carambola dentro del área, Lacerda empujó el balón al fondo de la portería y con esto el Puebla se salvó del descenso. Lacerda consideró este el gol más importante de su carrera. En total jugó todos los partidos del año con el equipo y anotó un gol.
El 14 de diciembre de 2013 el Santos Laguna confirmó por medio de su cuenta de Twitter el regreso de Lacerda al cuadro de la comarca lagunera para disputar el Torneo Clausura 2014 y la Copa Libertadores 2014. El 18 de febrero de 2014, anotó uno de los dos goles con los que Santos derrotó a Club Atlético Peñarol en el Estadio Centenario.
Desde 2017 a 2020 jugaría durante 3 temporadas en el F.C. Juárez en la Primera División de México.
En verano de 2020, llega a España para jugar en las filas del Salamanca CF UDS de la Segunda División B. Durante la primera parte de la temporada solo disputa 6 encuentros y en enero de 2021 rescinde su contrato con el cuadro salmantino.
El 20 de febrero de 2021, el jugador firmó por el Alianza Lima de la Liga 1 de Perú por una temporada. A pesar de que inició como titular en el equipo durante el Torneo Apertura, una lesión sufrida en la penúltima fecha de este torneo corto lo marginó 3 meses de las canchas. Cuando regresó en medio del Torneo Clausura, fue una habitual pieza de recambio en el equipo para esta segunda parte del campeonato que los hizo ganar. Dicha misma función cumplió en los play-off contra Sporting Cristal, campeonando Lacerda con el conjunto aliancista tras vencer 1-0 a los rimenses. El 2 de diciembre de 2021, la dirigencia blanquiazul comunicó que el jugador no continuaría en el club. 

## Estadísticas
| Montevideo Wanderers · Uruguay |               |               |     |    |    |    |    |    |     |    |  |  |  |  |  |  |  |  |  |  |  |  |  |  |  |
| 1ª                             | 2005-06       | 14            | 0   | -  | -  | -  | -  | 14 | 0   |    |  |  |  |  |  |  |  |  |  |  |  |  |  |  |  |
| 1ª                             | 2006-07       | 2             | 0   | -  | -  | -  | -  | 2  | 0   |    |  |  |  |  |  |  |  |  |  |  |  |  |  |  |  |
| 1ª                             | 2007-08       | 1             | 0   | -  | -  | -  | -  | 1  | 0   |    |  |  |  |  |  |  |  |  |  |  |  |  |  |  |  |
| 1ª                             | 2008-09       | 26            | 3   | -  | -  | -  | -  | 26 | 3   |    |  |  |  |  |  |  |  |  |  |  |  |  |  |  |  |
| 1ª                             | 2009-10       | 11            | 3   | -  | -  | -  | -  | 11 | 3   |    |  |  |  |  |  |  |  |  |  |  |  |  |  |  |  |
| Total club                     | Total club    | 54            | 6   | -  | -  | -  | -  | 54 | 6   |    |  |  |  |  |  |  |  |  |  |  |  |  |  |  |  |
| Rampla Juniors · Uruguay       |               |               |     |    |    |    |    |    |     |    |  |  |  |  |  |  |  |  |  |  |  |  |  |  |  |
| 1ª                             | 2007-08       | 3             | 0   | 5  | 0  | -  | -  | 8  | 0   |    |  |  |  |  |  |  |  |  |  |  |  |  |  |  |  |
| Total club                     | Total club    | 3             | 0   | 5  | 0  | -  | -  | 8  | 0   |    |  |  |  |  |  |  |  |  |  |  |  |  |  |  |  |
| Santos Laguna · México         |               |               |     |    |    |    |    |    |     |    |  |  |  |  |  |  |  |  |  |  |  |  |  |  |  |
| 1ª                             | 2009-10       | 20            | 1   | -  | -  | -  | -  | 20 | 1   |    |  |  |  |  |  |  |  |  |  |  |  |  |  |  |  |
| 1ª                             | 2010-11       | 30            | 0   | -  | -  | 6  | 0  | 36 | 0   |    |  |  |  |  |  |  |  |  |  |  |  |  |  |  |  |
| 1ª                             | 2013-14       | 18            | 0   | -  | -  | 8  | 1  | 26 | 1   |    |  |  |  |  |  |  |  |  |  |  |  |  |  |  |  |
| Total club                     | Total club    | 68            | 1   | -  | -  | 14 | 1  | 82 | 2   |    |  |  |  |  |  |  |  |  |  |  |  |  |  |  |  |
| Atlas de Guadalajara · México  |               |               |     |    |    |    |    |    |     |    |  |  |  |  |  |  |  |  |  |  |  |  |  |  |  |
| 1ª                             | 2011-12       | 16            | 0   | -  | -  | -  | -  | 16 | 0   |    |  |  |  |  |  |  |  |  |  |  |  |  |  |  |  |
| Total club                     | Total club    | 16            | 0   | -  | -  | -  | -  | 16 | 0   |    |  |  |  |  |  |  |  |  |  |  |  |  |  |  |  |
| Puebla · México                |               |               |     |    |    |    |    |    |     |    |  |  |  |  |  |  |  |  |  |  |  |  |  |  |  |
| 1ª                             | 2011-12       | 17            | 0   | -  | -  | -  | -  | 17 | 0   |    |  |  |  |  |  |  |  |  |  |  |  |  |  |  |  |
| 1ª                             | 2012-13       | 17            | 1   | 4  | 0  | -  | -  | 21 | 1   |    |  |  |  |  |  |  |  |  |  |  |  |  |  |  |  |
| 1ª                             | 2013-14       | 17            | 0   | -  | -  | -  | -  | 17 | 0   |    |  |  |  |  |  |  |  |  |  |  |  |  |  |  |  |
| Total club                     | Total club    | 51            | 1   | 4  | 0  | -  | -  | 55 | 1   |    |  |  |  |  |  |  |  |  |  |  |  |  |  |  |  |
| Necaxa · México                |               |               |     |    |    |    |    |    |     |    |  |  |  |  |  |  |  |  |  |  |  |  |  |  |  |
| 2ª                             | 2012-13       | 11            | 1   | -  | -  | -  | -  | 11 | 1   |    |  |  |  |  |  |  |  |  |  |  |  |  |  |  |  |
| Total club                     | Total club    | 11            | 1   | -  | -  | -  | -  | 11 | 1   |    |  |  |  |  |  |  |  |  |  |  |  |  |  |  |  |
| Olimpia Paraguay               |               |               |     |    |    |    |    |    |     |    |  |  |  |  |  |  |  |  |  |  |  |  |  |  |  |
| 1ª                             | 2014          | 13            | 1   | -  | -  | -  | -  | 13 | 1   |    |  |  |  |  |  |  |  |  |  |  |  |  |  |  |  |
| Total club                     | Total club    | 13            | 1   | -  | -  | -  | -  | 13 | 1   |    |  |  |  |  |  |  |  |  |  |  |  |  |  |  |  |
| Dorados de Sinaloa · México    |               |               |     |    |    |    |    |    |     |    |  |  |  |  |  |  |  |  |  |  |  |  |  |  |  |
| 2ª                             | 2014-15       | 19            | 0   | -  | -  | -  | -  | 19 | 0   |    |  |  |  |  |  |  |  |  |  |  |  |  |  |  |  |
| 1ª                             | 2015-16       | 25            | 1   | 2  | 0  | -  | -  | 27 | 1   |    |  |  |  |  |  |  |  |  |  |  |  |  |  |  |  |
| Total club                     | Total club    | 44            | 1   | 2  | 0  | -  | -  | 46 | 1   |    |  |  |  |  |  |  |  |  |  |  |  |  |  |  |  |
| Celaya F. C. · México          |               |               |     |    |    |    |    |    |     |    |  |  |  |  |  |  |  |  |  |  |  |  |  |  |  |
| 2ª                             | 2016-17       | 34            | 0   | -  | -  | -  | -  | 34 | 0   |    |  |  |  |  |  |  |  |  |  |  |  |  |  |  |  |
| Total club                     | Total club    | 34            | 0   | -  | -  | -  | -  | 34 | 0   |    |  |  |  |  |  |  |  |  |  |  |  |  |  |  |  |
| F. C. Juárez · México          |               |               |     |    |    |    |    |    |     |    |  |  |  |  |  |  |  |  |  |  |  |  |  |  |  |
| 2ª                             | 2017-18       | 30            | 1   | 1  | 0  | -  | -  | 31 | 1   |    |  |  |  |  |  |  |  |  |  |  |  |  |  |  |  |
| 2ª                             | 2018-19       | 29            | 1   | 4  | 0  | -  | -  | 33 | 1   |    |  |  |  |  |  |  |  |  |  |  |  |  |  |  |  |
| 1ª                             | 2019-20       | 13            | 0   | 2  | 0  | -  | -  | 15 | 0   |    |  |  |  |  |  |  |  |  |  |  |  |  |  |  |  |
| Total club                     | Total club    | 72            | 2   | 7  | 0  | -  | -  | 79 | 2   |    |  |  |  |  |  |  |  |  |  |  |  |  |  |  |  |
| Salamanca C. F. · España       |               |               |     |    |    |    |    |    |     |    |  |  |  |  |  |  |  |  |  |  |  |  |  |  |  |
| 3ª                             | 2020-21       | 6             | 0   | -  | -  | -  | -  | 6  | 0   |    |  |  |  |  |  |  |  |  |  |  |  |  |  |  |  |
| Total club                     | Total club    | 6             | 0   | -  | -  | -  | -  | 6  | 0   |    |  |  |  |  |  |  |  |  |  |  |  |  |  |  |  |
| Alianza Lima · Perú            |               |               |     |    |    |    |    |    |     |    |  |  |  |  |  |  |  |  |  |  |  |  |  |  |  |
| 1ª                             | 2021          | 15            | 0   | -  | -  | -  | -  | 15 | 0   |    |  |  |  |  |  |  |  |  |  |  |  |  |  |  |  |
| Total club                     | Total club    | 15            | 0   | -  | -  | -  | -  | 15 | 0   |    |  |  |  |  |  |  |  |  |  |  |  |  |  |  |  |
| Montevideo Wanderers · Uruguay |               |               |     |    |    |    |    |    |     |    |  |  |  |  |  |  |  |  |  |  |  |  |  |  |  |
| 1ª                             | 2022          | 16            | 0   | 0  | 0  | 5  | 0  | 21 | 0   |    |  |  |  |  |  |  |  |  |  |  |  |  |  |  |  |
| Total club                     | Total club    | 16            | 0   | 0  | 0  | 5  | 0  | 21 | 0   |    |  |  |  |  |  |  |  |  |  |  |  |  |  |  |  |
| Blooming · Bolivia             |               |               |     |    |    |    |    |    |     |    |  |  |  |  |  |  |  |  |  |  |  |  |  |  |  |
| 1ª                             | 2023          | 14            | 0   | 9  | 1  | 7  | 0  | 30 | 1   |    |  |  |  |  |  |  |  |  |  |  |  |  |  |  |  |
| Total club                     | Total club    | 14            | 0   | 9  | 1  | 7  | 0  | 30 | 1   |    |  |  |  |  |  |  |  |  |  |  |  |  |  |  |  |
| Total carrera                  | Total carrera | Total carrera | 417 | 13 | 27 | 1  | 26 | 1  | 470 | 15 |  |  |  |  |  |  |  |  |  |  |  |  |  |  |  |

## Palmarés

### Campeonatos nacionales
| Título                    | Club               | País   | Año  |
| ------------------------- | ------------------ | ------ | ---- |
| Liga de Ascenso de México | Dorados de Sinaloa | México | 2015 |
| Final de Ascenso          | Dorados de Sinaloa | México | 2015 |
| Torneo Clausura           | Alianza Lima       | Perú   | 2021 |
| Liga 1                    | Alianza Lima       | Perú   | 2021 |